# Linia kolejowa Gatczyna – Iwangorod
Linia kolejowa Gatczyna – Iwangorod – linia kolejowa w Rosji łącząca stacje Gatczyna Warszawska i Gatczyna Towarowa Bałtycka ze stacją Iwangorod Narwski i z granicą państwową z Estonią. Część linii Petersburg – Tallinn.
Zarządzana jest przez region petersbursko-witebski Kolei Październikowej (część Kolei Rosyjskich). 
Linia położona jest w obwodzie leningradzkim. Odcinek Gatczyna – Wiejmarn jest zelektryfikowany i dwutorowy, pozostała część do granicy z Estonią jest niezelektryfikowana i jednotorowa.

## Historia
Linia powstała w 1870 jako fragment Kolei Bałtyckiej. Początkowo leżała w Imperium Rosyjskim, następnie w Związku Sowieckim (w okresie międzywojennym jej końcowy fragment należał do Estonii). Od 1991 znajduje się w granicach Rosji.